# Arthurdendyus albidus
Arthurdendyus albidus är en plattmaskart som beskrevs av Jones och Gerard 1999. Arthurdendyus albidus ingår i släktet Arthurdendyus och familjen Geoplanidae. Inga underarter finns listade i Catalogue of Life.